# Змиевидно попче
 Тази статия е за рибата Кадънка.  За други значения на Кадънка вижте Кадънка (пояснение).  
Змиевидното попче или Кадънка (Gobius cobitis) е вид риба с дължина до 24 cm и тегло до 70 – 120 г.

## Разпространение и местообитание
Разпространено е по европейските брегове на Атлантическия океан, Средиземно и Черно море. По българското крайбрежие и широко разпространено. Обитава крайбрежната зона, като се придържа в участъци с каменисто дъно. Избягва слабосолените и сладки води.

## Размножаване
Полово съзрява на 2 – 3 години. Размножителния период е от май до юли. Достига пределна възраст 6 – 7 години. Поради ниската си численост няма стопанско значение. 